# Arpa elettrica
L'arpa elettrica è uno strumento basato sulla forma dell'arpa acustica. Sono disponibili modelli elettroacustici a corpo solido e cavo.
Le vere arpe elettriche hanno un corpo solido rispetto a un'arpa elettroacustica a corpo cavo, che può essere suonata acusticamente o elettronicamente. Inoltre una vera arpa elettrica a corpo solido non può essere suonata acusticamente poiché non ha una cassa di risonanza vuota e deve essere amplificata quando viene suonata.

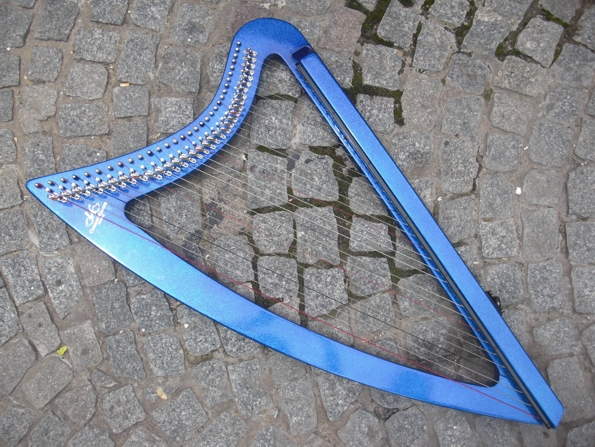
Un'arpa elettrica della Camac

## Funzioni
Le arpe elettriche a corpo solido sono di solito arpe a leva, sebbene siano state costruite anche arpe a pedale a corpo solido. Poiché il costo di un'arpa a pedale è così elevato, è più economico per un arpista acquistare un modello elettroacustico di arpa a pedale, poiché può anche essere suonato senza amplificazione.
Un'arpa elettroacustica sembra quasi identica a un'arpa acustica normale, sia a leva che a pedale.
Ha pickup elettrici di cristallo alla base di ogni corda e alcuni contengono anche un microfono separato all'interno della cassa di risonanza, consentendo all'arpista di mescolare i segnali di entrambi i tipi di pickup per produrre effetti speciali.
Spesso tali arpe includono un preamplificatore di bordo. Uno dei più famosi modelli di arpa a pedale elettro-acustico è il "Big Blue" di Camac, rifinito in un sorprendente colore blu elettrico.

## Produttori
- NEVELTEC
- Camac Harps
- Lyon & Healy
- Salvi
- Pilgrim
- Resonance Harps